# 马林·克雷格
馬林·克雷格（英語：Malin Craig，1875年8月5日—1945年7月25日），美國陸軍上將，1898年從西點軍校畢業，在中國和菲律賓服役，1901年晉陞中尉，1904年晉陞上尉，1917年晉陞少校。第一次世界大戰時克雷格曾先後在不同的軍團擔任參謀長，並獲得他第一面傑出服役勳章。戰間期克雷格擔任騎兵指揮和巴拿馬運河區指揮官，之後接任美國陸軍戰爭學院校長。1935年至1939年擔任美國陸軍參謀總長。1939年退役，收到第二面傑出服役勳章以表揚其對參謀部的貢獻。1941年美國參戰第二次世界大戰後重新被召回軍中。1945年逝世時被追授第三面傑出服役勳章。